# Ludwig von Bertalanffy
Karl Ludwig von Bertalanffy (19 septembre 1901, Atzgersdorf près de Vienne, Autriche - 12 juin 1972, Buffalo, New York, États-Unis) est un biologiste d'origine autrichienne connu comme le fondateur de la systémique grâce à son ouvrage General System Theory. Il travaille d'abord à Vienne puis à Londres, et enfin au Canada et aux États-Unis.

## Biographie
Ludwig von Bertalanffy naît et grandit dans le petit village de Atzgersdorf (maintenant Liesing) près de Vienne. La famille Bertalanffy a des racines dans la noblesse du XVIe siècle de la Hongrie, et comprend plusieurs universitaires et magistrats. Son grand-père Charles Joseph von Bertalanffy (1833-1912) s'établit en Autriche et devient directeur d'un théâtre d'État à Klagenfurt (Graz) et à Vienne. Il s'agit de postes importants dans l'Autriche impériale. Son grand-père maternel, Joseph Vogel, est conseiller impérial et éditeur prospère à Vienne.  Le père de Ludwig, Gustav von Bertalanffy (1861-1919), est un éminent gestionnaire de chemin de fer. Charlotte Vogel, sa mère, a dix-sept ans quand elle épouse Gustav, trente-quatre ans. Ils divorcent quand Ludwig a dix ans et se remarient ensuite, en dehors de l'Église catholique, lors d'une cérémonie civile.
Fils unique, il reçoit sa formation élémentaire à domicile, comme il est de coutume à cette époque, avec des précepteurs privés, jusqu'à son entrée à l'école secondaire à l'âge de dix ans. Au cours de cette période, il est en relation avec Paul Kammerer, biologiste célèbre, voisin de sa famille, et qui sera pour lui un modèle.
En 1918, Ludwig von Bertalanffy s'inscrit en histoire de l'art et en Philosophie à l’Université d'Innsbruck, mais en 1924 entreprend d'étudier la biologie et part étudier à l’université de Vienne, pensant qu'il aurait toujours le temps de se mettre à la philosophie plus tard. En 1926, il prépare sous la direction de Moritz Schlick une thèse de philosophie consacrée à l’œuvre de Gustav Fechner (Fechner und das Problem der Integration höherer Ordnung).
Bertalanffy exerce comme professeur de l’université de Vienne de 1940 à 1945, puis enseigne à l’université de Londres (1948–49). Refusant de se dépeindre comme une victime du nazisme, il ressent une discrimination de la part du milieu académique américain et travaille principalement au Canada après 1949: il enseigne ainsi successivement à l’université de Montréal (1949), d’Ottawa (1950–54), du Sud de la Californie (1955–58), à la Fondation Menninger (1958–60), à l’université d'Alberta à Edmonton (1961–68) et enfin de 1969 à 1972 à l’université de Buffalo.

## Théorie générale des systèmes
Ludwig von Bertalanffy, présente, dès 1937, le concept de système ouvert qui évoluera petit à petit vers la Théorie générale des systèmes (General System Theory).

« […] Le but de cette théorie générale était de dégager des principes explicatifs de l'univers considéré comme système à l'aide desquels on pourrait modéliser la réalité. Bertalanffy proclamait alors : "...il y a des systèmes partout".[réf. nécessaire] »

Ceci revient à dire que l’on peut observer et reconnaître partout des objets possédant les caractéristiques de systèmes. Des totalités dont les éléments, en interaction dynamique, constituent des ensembles qui ne peuvent être réduits à la somme de leurs parties. Citant Bertalanffy (1968, p. 220), Jean-Louis Le Moigne écrit :

« […] De tout ce qui précède, se dégage une vision stupéfiante, la perspective d'une conception unitaire du monde jusque-là insoupçonnée. Que l'on ait affaire aux objets inanimés, aux organismes, aux processus mentaux ou aux groupes sociaux, partout des principes généraux semblables émergent. »

En collaboration avec l'économiste Kenneth E. Boulding, le physiologiste Ralph Gerard[précision nécessaire] et le biomathématicien Anatol Rapoport, Bertalanffy fonde, en 1954, la Société pour l'Étude des Systèmes Généraux dont les objectifs consistent à :

« rechercher l'isomorphisme des concepts, des lois et des modèles dans les différents domaines, et à favoriser leurs transferts d'un domaine à l'autre ; »

« encourager l'élaboration de modèles théoriques adéquats dans les domaines qui en sont dépourvus ; »

« éliminer les duplications des travaux théoriques dans différents domaines ; »

« à promouvoir l'unité de la science en améliorant la communication entre les spécialistes. »

En plus de travailler à la réalisation de ces objectifs ambitieux, la société crée un cahier annuel, le General Systems Yearbook, et favorise la publication d'un nombre impressionnant d'articles traitant de la systémique.

## Systémique et cybernétique
Bertalanffy est influencé par le mouvement cybernétique.
Une lecture attentive de la première version, en français, de la Théorie générale des systèmes, publiée chez Dunod en 1973, montre que Bertalanffy revendique l'antériorité de sa théorie par rapport à la cybernétique.
Professeur de mathématiques au MIT depuis 1919, Norbert Wiener a collaboré avec Arturo Rosenblueth du Harvard Medical School et avec l'ingénieur Julian Bigelow à partir de 1940. Après avoir travaillé au développement d'appareils de pointage automatique pour canons antiaériens, ils en arrivent à la conclusion que « pour contrôler une action finalisée (orientée vers un but), la circulation de l'information nécessaire à ce contrôle doit former une boucle fermée permettant d'évaluer les effets de ses actions et de s'adapter à une conduite future grâce aux performances passées ». C'est la découverte de la boucle de rétroaction négative ou positive applicable sur les machines et, selon Rosenblueth, sur les organismes vivants. C'est la naissance de ce que Wiener appelle la cybernétique (Wiener, 1947) qui a pour but principal l'étude des régulations chez les organismes vivants et les machines construites par l'homme.
Peu à peu, les recherches foisonnent sur le sujet. Des équipes interdisciplinaires se forment et tentent de généraliser ces principes à différents secteurs tels la sociologie, les sciences politiques ou la psychiatrie. Les travaux se multiplient et « la nécessité de faire exécuter par des machines certaines fonctions propres aux organismes vivants, contribue, en retour, à accélérer les progrès des connaissances sur les mécanismes cérébraux ». C'est la naissance de la bionique et le début des recherches sur l'intelligence artificielle avec comme chef de file Warren McCulloch, en 1959.
Le modèle de croissance individuelle publié par Bertanlanffy en 1934 est largement utilisé dans les modèles biologiques et existe en plusieurs variantes. Une version plus générale est proposée par F. J. Richards en 1959. Le modèle de croissance est une équation différentielle dans la tradition plus récente des modèles démographiques, également employés pour modéliser le surplus de production (biomasses plutôt que nombre d'individus ou taille des individus).
Dans sa plus simple expression, l’équation différentielle, appelée équation de croissance de von Bertalanffy, met en rapport la taille (L) avec le temps (t) :
{\displaystyle L'(t)=k\left(L_{\infty }-L(t)\right)}
où k est le taux de croissance individuel et {\displaystyle L_{\infty }} la taille individuelle maximum.

### Traductions françaises
- Bertalanffy, L. von (1949). Les problèmes de la vie: essai sur la pensée biologique moderne.  Trad: Michel Deutsch, Éd. Gallimard, Coll. Aux frontières de la science, 1961. Présentation et chapitre premier avec un lien vers l'ouvrage complet.
- Bertalanffy, L. von (1967). Des robots, des esprits et des hommes : la psychologie dans le monde moderne. Paris, Dunod, 1972
- Bertalanffy, L. von (1968). Théorie générale des systèmes Trad: Jean Benoîst Chabrol, Paris, Dunod, 1973.  (ISBN 978-2040075040, 978-2100018413 et 978-2100063499)

### Originaux
- 1928, (de) Kritische Theorie der Formbildung, Borntraeger.
- 1930, (de) Lebenswissenschaft und Bildung, Stenger, Erfurt 1930
- 1932, (de) Theoretische biologie, Berlin: Gebrüder Borntraeger, 1932  http://lccn.loc.gov/33019359
- 1933, (en) Modern theories of development; an introduction to theoretical biology, London: Oxford university press, H. Milford 1933 http://lccn.loc.gov/33024232
- 1937, (de) Das Gefüge des Lebens, Leipzig: druck von B.G. Teubner et Berlin: Verlag, 1937 http://lccn.loc.gov/ac37002282
- 1940, (de) Vom Molekül zur Organismenwelt, Potsdam: Akademische Verlagsgesellschaft Athenaion.
- 1942, (de) Handbuch der Biologie, Konstanz: Akademische Verlagsgesellschaft Athenaion [1942-1963], http://lccn.loc.gov/65031183
- 1949, (de) Das biologische Weltbild, Literatur über die organismische Auffassung,  Bern: Europäische Rundschau ; Problems of life, an Evaluation of Modern Biological and Scientific Tought, New York: Harper, 1952.
- 1953, (de) Biophysik des Fliessgleichgewichts, Braunschweig: Vieweg. 2nd rev. ed. by W. Beier and R. Laue, East Berlin: Akademischer Verlag, 1977
- 1953, (de) "Die Evolution der Organismen", in Schöpfungsglaube und Evolutionstheorie, Stuttgart: Alfred Kröner Verlag, p. 53-66
- 1959, (de) Stammesgeschichte, Umwelt und Menschenbild, Schriften zur wissenschaftlichen Weltorientierung Vol 5. Berlin: Lüttke
- 1962, (en) Modern Theories of Development: an introduction to theoretical biology avec Joseph Henry Woodger, New York: Harper
- 1966, (fr) Histoire et méthodes de la théorie générale des systèmes. Atomes, 21: 100–104
- 1967, Robots, Men and Minds: Psychology in the Modern World, New York: George Braziller, 1969 hardcover:  (ISBN 0-8076-0428-3), paperback:  (ISBN 0-8076-0530-1)
- 1968, (en) General System theory: Foundations, Development, Applications, New York: George Braziller, revised edition 1976:  (ISBN 0-8076-0453-4)
- 1968, (en) The Organismic Psychology and Systems Theory, Heinz Werner lectures, Worcester: Clark University Press.
- 1975, (en) Perspectives on General Systems Theory. Scientific-Philosophical Studies, E. Taschdjian (eds.), New York: George Braziller,  (ISBN 0-8076-0797-5)
- 1981, (en) A Systems View of Man: Collected Essays, editor Paul A. LaViolette, Boulder: Westview Press,  (ISBN 0-86531-094-7)

Publications sur la General System Theory :
- 1945, (de) Zu einer allgemeinen Systemlehre, Blätter für deutsche Philosophie, 3/4. (Extract in: Biologia Generalis, 19 (1949), 139-164.)
- 1950, (en) An Outline of General System Theory, British Journal for the Philosophy of Science 1, p. 139-164
- 1951, (en) General system theory - A new approach to unity of science (Symposium), Human Biology, décembre 1951, Vol. 23, p. 303-361.